# Hamel (Illinois)
Hamel és una població dels Estats Units a l'estat d'Illinois. Segons el cens del 2000 tenia 570 habitants.

## Demografia
Segons el cens del 2000, Hamel tenia 570 habitants, 233 habitatges, i 170 famílies. La densitat de població era de 189,7 habitants/km².
Dels 233 habitatges en un 31,3% hi vivien nens de menys de 18 anys, en un 63,5% hi vivien parelles casades, en un 8,2% dones solteres, i en un 27% no eren unitats familiars. En el 24,5% dels habitatges hi vivien persones soles el 10,7% de les quals corresponia a persones de 65 anys o més que vivien soles. El nombre mitjà de persones vivint en cada habitatge era de 2,45 i el nombre mitjà de persones que vivien en cada família era de 2,92.
Per edats la població es repartia de la següent manera: un 24,2% tenia menys de 18 anys, un 6,1% entre 18 i 24, un 31,8% entre 25 i 44, un 21,6% de 45 a 60 i un 16,3% 65 anys o més.
L'edat mediana era de 37 anys. Per cada 100 dones de 18 o més anys hi havia 85,4 homes.
La renda mediana per habitatge era de 45.750 $ i la renda mediana per família de 55.694 $. Els homes tenien una renda mediana de 41.023 $ mentre que les dones 24.028 $. La renda per capita de la població era de 19.062 $. Aproximadament el 4% de les famílies i el 3,6% de la població estaven per davall del llindar de pobresa.

## Poblacions properes
El següent diagrama mostra les poblacions més properes.